# ضفدع طويل الأقدام
ضفدع طويل الأقدام[بحاجة لمصدر] (الاسم العلمي: Rana macrocnemis) (بالإنجليزية: Iranian long-legged frog)‏ هي نوع من البرمائيات يتبع جنس الضفدع الحقيقي من فصيلة الضفادع الجنوبية.